# Korpiklaani
Korpiklaani («Лесной клан», от фин. korpi — «глухой лес», «дремучий лес» и klaani — «клан») — финская фолк-метал-группа. Прообраз группы появился в 1993 году как ресторанный фолк-рок-дуэт под названием Shamaani Duo. Группа, тогда состоявшая только из Йонне Ярвеля и Маарен Айкио, играла семь дней в неделю в ресторане Hullu poro («Сумасшедший северный олень») в Лапландии. В 1997 году группа меняет название на Shaman, а в 2003 году Йонне Ярвеля уже с новым составом основывает Korpiklaani; группа отсчитывает свою историю с этого момента.
Музыка Korpiklaani представляет собой смесь метала и традиционной саамской и финской музыки. В первых альбомах, когда группа ещё носила название Shaman, Idja и Shamániac, значительная часть песен представляла собой традиционный саамский йойк.

## Состав
В постоянный состав группы, наряду с гитаристами, входят скрипач и аккордеонист. Кроме того, часто используются флейты и другие народные инструменты: например, в альбоме Tales Along This Road можно услышать торупилль (эстонскую волынку).
Вокалист, Йонне Ярвеля, намеренно не дистанцируется от своих поклонников — так, во время концерта в Санкт-Петербурге в марте 2008 года во время «разогрева», он вышел в зал к публике.

### Участники
Актуальный список участников группы:
- Йонне Ярвеля — вокал, гитара (с 2012 года только в студии), мандолина
- Калле «Кейн» Савиярви — гитара, бэк-вокал
- Яркко Аалтонен — бас-гитара, бэк-вокал
- Олли Вянскя — скрипка (с 2022)
- Сами Перттула — баян (с марта 2013)
- Самули Микконен — ударные (с 2020)

#### Бывшие участники
Данный список не учитывает изменений в составе в самом начале существования группы. О них пока можно почитать в англоязычной версии статьи.
- Яакко «Хиттавайнен» Лемметтю — акустическая и электрическая скрипка, флейта, вистл, йоухикко, торупилл (эстонская волынка), мандолина, губная гармоника, бэк-вокал, (2003—13.09.2011).
- Теему Ээрола — скрипка (с 2011 по 2012)

13 сентября 2011 года было объявлено, что Яакко Лемметтю уходит из группы из-за проблем со здоровьем. Вместо него взяли студента факультета народной музыки Академии им. Сибелиуса Теему Ээрола. Ээрола впервые выступил с группой на концерте в Роттердаме 24 сентября. Через некоторое время в составе Korpiklaani вновь произошли изменения — 22 февраля 2012 года Теему сменил скрипач Туомас Роунакари.
- Юхо Кауппинен — аккордеон, бэк-вокал. Объявил об уходе из группы 13 марта 2013 года. Сам музыкант объясняет свой уход желанием сконцентрироваться на других целях.
- Матти «Матсон» Йоханссон — ударные, бэк-вокал.
- Туомас Роунакари — скрипка (2012 — 2022)[5].

## Дискография
Korpiklaani — одна из самых «плодовитых» групп, исполняющих фолк-метал: начиная с 2003 года группа выпустила двенадцать полноформатных альбомов. По отзывам самих музыкантов, Korpiklaani их не кормит — практически всем приходится работать «на стороне», чтобы заработать себе на достойную жизнь.

### Shamaani Duo
- Hunka lunka (1996) — дуэт с Маарен Айкио

### Shaman
- Idja (1999)
- Shamániac (2002)

### Korpiklaani

#### Студийные альбомы
- Spirit of the Forest (2003)
- Voice of Wilderness (2005)
- Tales Along This Road (2006)
- Tervaskanto (2007)
- Korven Kuningas (2008)
- Karkelo (2009)
- Ukon Wacka (2011)
- Manala (2012)
- Noita (2015)
- Kulkija (2018)[6]
- Jylhä (2021)
- Rankarumpu (2024)

#### Концертные альбомы
- Live at Wacken (2006)

- Live at Masters of Rock (2017)

#### Синглы
- «Keep on Galloping» (2008)
- «Vodka» (2009)
- «Ukon Wacka» (2010)
- «Metsälle» (2012)
- «Lempo» (2015)
- «FC Lahti» (2016)
- «A Man with a Plan» (2016)
- «Kotikonnut» (2018)
- «Harmaja» (2018)
- «Land of a Thousand Drinks» (2019)
- «Jägermeister» (2019)
- «Sudenmorsian» (2020)
- «Ennen» (2021)
- «Interrogativa Cantilena» (2022)
- «Krystallomantia» (2022)
- «Gotta Go Home» (2023)
- «Oraakkelit» (2024)
- «Sauna» (2024)

### Видеоклипы
- «Ođđa Máilbmi» (1999)
- «Kanöhta Lávlla» (2002)
- «Wooden Pints» (2003)
- «Hunting Song» (2005)
- «Kädet Siipinä» (2005)
- «Beer Beer» (2005)
- «Happy Little Boozer» (2006)
- «Tervaskanto» (2007)
- «Metsämies» (2008)
- «Keep on Galloping» (2008)
- «Vodka» (2009)
- «Tequila» (2011)
- «Rauta» (2012)
- «The Steel» (2012)
- «Pilli On Pajusta Tehty» (2015)
- «Ämmänhauta» (2015)
- «A Man With The Plan» (2016)
- «Kotikonnut» (2018)
- «Harmaja» (2018)
- «Henkselipoika» (2018)
- «Jägermeister» (2019)
- «Leväluhta» (2020)
- «Sanaton maa» (2020)
- «Ennen» (2021)